# Aprilie 2018
Acest articol este generat integral pe baza informațiilor din articolul 2018 și este actualizat periodic de un robot.
 Editările făcute în articol vor fi șterse la următoarea actualizare! Dacă doriți să faceți modificări, editați articolul-sursă.

ianuarie -
februarie -
martie -
aprilie -
mai -
iunie -
iulie -
august -
septembrie -
octombrie -
noiembrie -
decembrie
Aprilie 2018 a fost a patra lună a anului și a început într-o zi de duminică.

## Evenimente

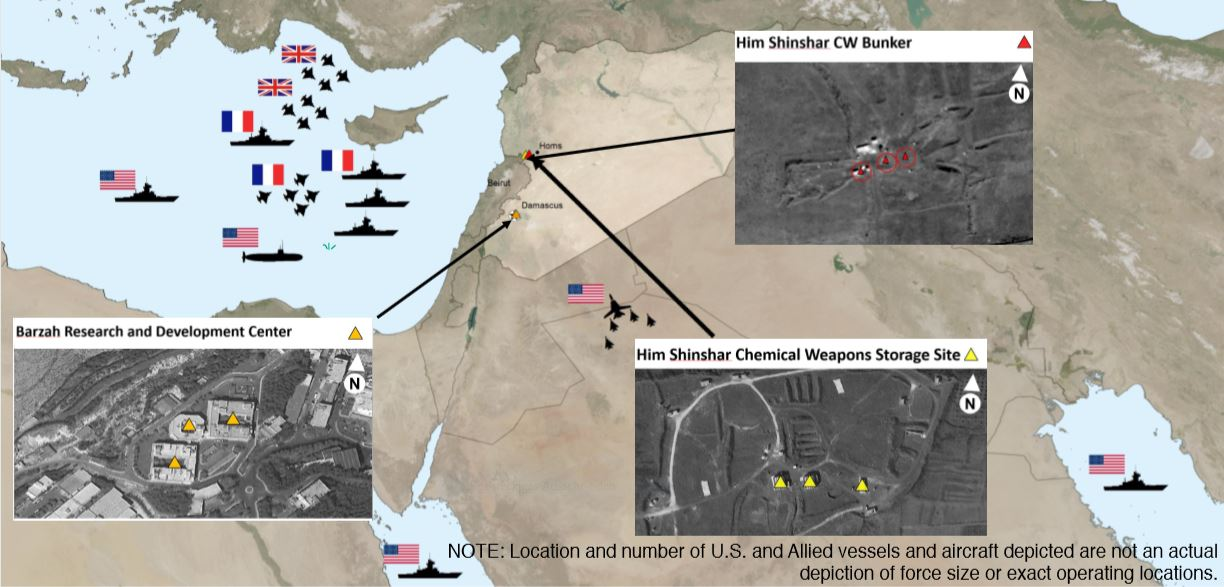
14 aprilie: Statele Unite, Marea Britanie și Franța au lansat 103 rachete de croazieră împotriva Siriei, ca răspuns la un atac chimic atribuit administrației Bashar al-Assad.

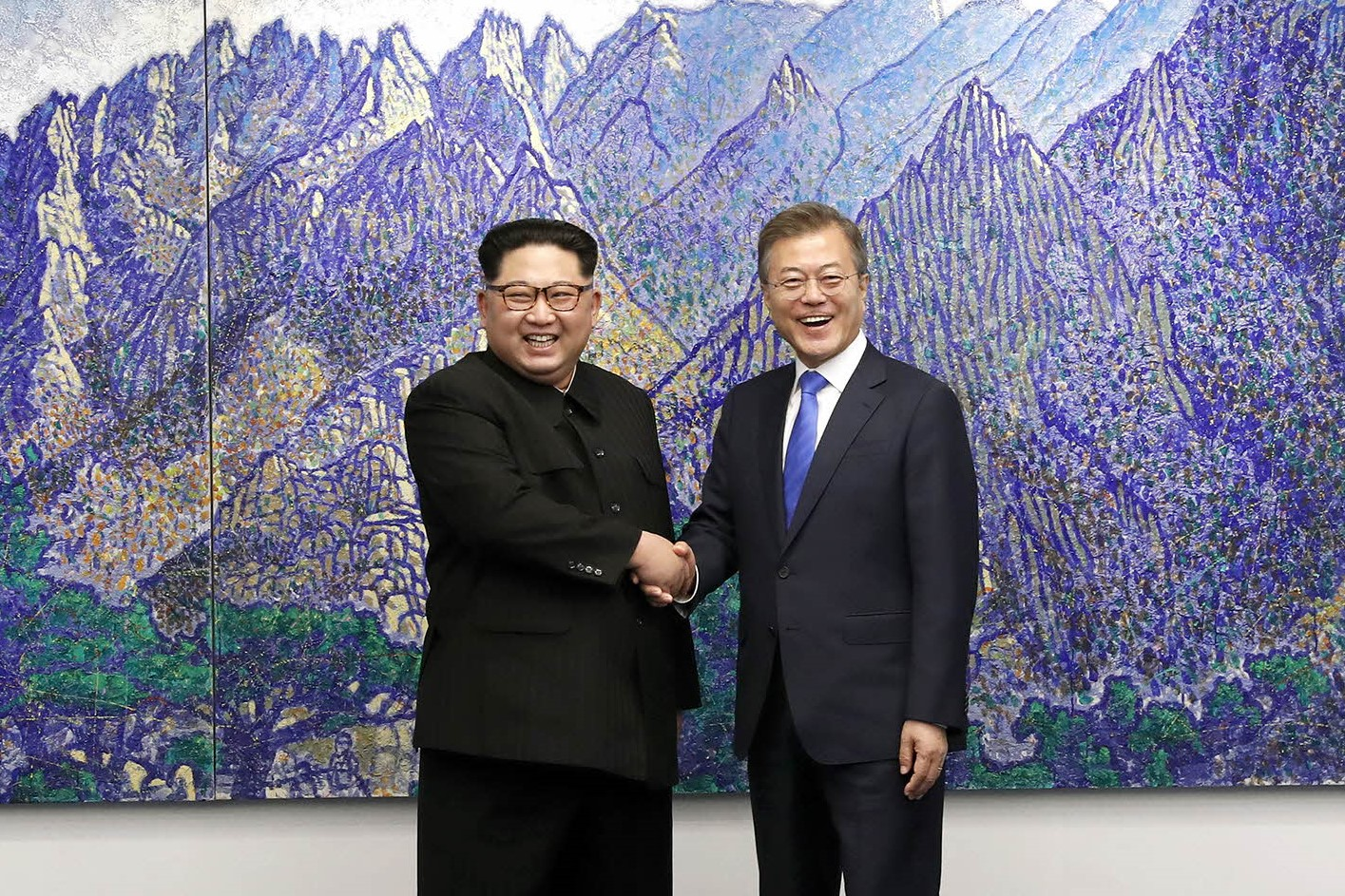
27 aprilie: Președintele Coreei de Sud, Moon Jae-in, și liderul suprem al Republicii Populare Democrate Coreene, Kim Jong-un, s-au întâlnit la summitul intercoreean și au traversat simbolic linia de demarcație dintre cele două state.

- 5 aprilie: Ca parte a procesului de modernizare, familia regală saudită acordă pentru prima dată o licență cinematografică după 35 de ani. La 18 aprilie se va deschide primul cinematograf în capitala Arabiei Saudite. Cinematografele au fost scoase în afara legii în anii '80 din motive religioase (fiind considerate izvoare de depravare). Totuși, în sălile cinematografice va rămâne segregația locurilor în funcție de sex.[1]
- 5 aprilie: Adunarea Generală a Academiei Române l-a ales pe Ioan-Aurel Pop drept noul președinte al Academiei Române cu 86 de voturi. Contracandidatul său, Victor Voicu, a obținut 56 de voturi. Mandatul de președinte al Academiei Române are o durată de patru ani, iar un membru titular poate deține această funcție de două ori.
- 8 aprilie: Un atac chimic raportat a fost efectuat în orașul sirian Douma, cu aproximativ 70 de persoane ucise. Guvernul sirian și aliații săi neagă ca ar fi utilizat arme chimice.[2]
- 8 aprilie: La alegerile legislative din Ungaria, Fidesz, partidul premierului naționalist de dreapta Viktor Orbán, a obținut 44,87% din voturile exprimate.[3]
- 11 aprilie: Trump a avertizat Rusia printr-o postare de pe Twitter că va bombarda Siria, adăugând că "Rusia nu ar trebui să fie partener cu un animal care își ucide oamenii". Avertismentul președintelui american vine la scurt timp după ce ambasadorul Rusiei în Libia, Alexander Zasypkin, a declarat că orice rachetă lansată de SUA către Siria va fi doborâtă, iar bazele de lansare vor fi atacate.
- 11 aprilie: 257 oameni sunt uciși într-un accident aviatic  în Algeria.[4]
- 14 aprilie: Statele Unite, Marea Britanie și Franța au lansat 103 rachete de croazieră împotriva Siriei, ca răspuns la un atac chimic atribuit administrației Bashar al-Assad, și în care au fost ucise cel puțin 60 de persoane.[5] Rusia a cerut o reuniune de urgență a Consiliului de Securitate al ONU pentru a se discuta despre "acțiunile de agresiune ale Statelor Unite și ale aliaților lor".[6]
- 17 aprilie: Fostul președinte Ion Iliescu este oficial acuzat de crime împotriva umanității pentru rolul său în revoluția din 1989, alături de fostul prim-ministru Petre Roman.[7]
- 20 aprilie: Adunarea Națională l-a desemnat pe Miguel Díaz-Canel, un candidat desemnat de Partidul Comunist, ca succesor al fostului președinte Raúl Castro. Frații Fidel și Raúl Castro au condus Cuba timp de peste 60 de ani.
- 23 aprilie: O camionetă a intrat în mai mulți oameni în Toronto, Canada, ucigând 10 persoane și rănind încă 15. Suspectul Alek Minassian a fost arestat.
- 27 aprilie: Președintele Coreei de Sud,  Moon Jae-in, și liderul suprem al Republicii Populare Democrate Coreene, Kim Jong-un, s-au întâlnit la summitul intercoreean și au traversat simbolic linia de demarcație dintre cele două state, linie care există încă din 1953. Mai târziu, ambii șefi de stat au declarat că susțin o "denuclearizarea completă a Peninsulei Coreene".[8][9]
- 30 aprilie: Opt militari români aflați în Afganistan au fost răniți în timpul unei misiuni în zona de responsabilitate, fiind ținta unui autovehicul capcană.[10]
- 30 aprilie: Primul Ministru israelian, Benjamin Netanyahu, acuză Iranul că nu și-a respectat acordul nuclear după ce a prezentat peste 100.000 de documente care detaliază amploarea programului nuclear al Iranului. Iran denunță prezentarea lui Netanyahu drept "propagandă".

## Nașteri
Prințul Louis de Cambridge (n. Louis Arthur Charles), al doilea fiu al Prințului William și al soției acestuia, Catherine

## Decese
- 1 aprilie: Justin Andrei, 84 ani, inginer geolog și geofizician român (n. 1934)
- 2 aprilie: Vsevolod Moscalenco, 89 ani, fizician din R. Moldova (n. 1928)
- 3 aprilie: Darie Novăceanu, 80 ani, poet, traducător de limba spaniolă, scriitor și eseist român (n. 1937)
- 5 aprilie: Tim O'Connor (actor), 90 ani, actor american (n. 1927)
- 5 aprilie: Tim O'Connor, actor american (n. 1927)
- 6 aprilie: Șerban Papacostea, 89 ani, istoric român (n. 1928)
- 7 aprilie: Peter Grünberg, 78 ani, fizician german (n. 1939)
- 8 aprilie: Leila Abashidze, 88 ani, actriță, regizoare de film și scenaristă georgiană (n. 1929)
- 8 aprilie: Chuck McCann, 83 ani, actor american (n. 1934)
- 8 aprilie: John Miles, 74 ani, pilot britanic de Formula 1 (n. 1943)
- 9 aprilie: Dewey Martin, 94 ani, actor american (n. 1923)
- 9 aprilie: Dewey Martin, actor american (n. 1923)
- 11 aprilie: Carmen Stănescu, 92 ani, actriță română (n. 1925)
- 12 aprilie: Valentin Munteanu, 79 ani, medic psihiatru român (n. 1939)
- 13 aprilie: Art Bell (Arthur William Bell, III), 72 ani, prezentator radio și autor american (n. 1945)
- 13 aprilie: Miloš Forman, 86 ani, actor, scenarist, profesor și regizor de film ceh (n. 1932)
- 14 aprilie: Mihai Stănescu, 78 ani, caricaturist român (n. 1939)
- 15 aprilie: Augustin Crecan, 71 ani, politician român (n. 1946)
- 15 aprilie: R. Lee Ermey (Ronald Lee Ermey), 74 ani, actor american (n. 1944)
- 15 aprilie: Nicolae Mischie (Alexandru Nicolae Mischie), 73 ani, politician român (n. 1945)
- 15 aprilie: Stefano Zappalà, 77 ani, politician italian (n. 1941)
- 15 aprilie: Alexandru Nicolae Mischie, politician român (n. 1945)
- 16 aprilie: Ionela Prodan, 70 ani, interpretă română de muzică populară (n. 1947)
- 16 aprilie: Florea Dumitrescu, 91 ani, politician român (n. 1927)
- 17 aprilie: Barbara Bush, 92 ani, soția președintelui american George H. W. Bush (n. 1925)
- 20 aprilie: Avicii (Tim Bergling), 28 ani, muzician, DJ și producător muzical suedez (n. 1989)
- 22 aprilie: Ivan Neumîvakin, 89 ani, medic rus, doctor în științe medicale (n. 1928)
- 24 aprilie: Călin Căliman, 82 ani, critic de film, profesor universitar și ziarist român (n. 1935)
- 24 aprilie: Dinu C. Giurescu, 91 ani, istoric român (n. 1927)
- 26 aprilie: Yoshinobu Ishii, 79 ani, fotbalist japonez (n. 1939)
- 28 aprilie: Ilie Gheorghe, 77 ani, actor român (n. 1940)
- 28 aprilie: Nina Škottová, 71 ani, politiciană cehă (n. 1946)
- 29 aprilie: Robert Mandan, 86 ani, actor american (n. 1932)
- 30 aprilie: Anatole Katok, 73 ani, matematician american de etnie rusă (n. 1944)